# Эмир Таджеддин
Эмир Таджеддин или Таджеддин Челеби (греч. Τατζιατίνης τσιαλαπηζ, Τεζετίνες ; араб. تاج الدين‎; тур. Taceddin; — ум. 1386) — основатель и правитель маленького бейлика на севере Анатолии и династии, называемых по его имени Таджеддиногуллары.
Таджеддин начинал править на будущих землях бейлика как вассал Эретнаогуллары и в течение длительного времени боролся за независимость, заключая союзы с другими беями против Эретнаогуллары и Кади Бурханеддина. Погиб Таджеддин в 1386 году, после чего Кади Бурханеддин аннексировал часть бейлика.
Таджеддин был женат на Евдокии, дочери императора Трапезунда Алексея III.
Михаил Панарет называл его Татсиатинес (греч. Τατζιατίνης τσιαλαπηζ), Лаоник Халкокондил — Тезетинес (греч. Τεζετίνες).

## Биография
Согласно историку из Амасьи Х. Хусамеддину отцом Таджеддина был некий сельджукский (туркменский) бей по имени Эмир Доганшах (Доганджык бей). После распада государства Хулагуидов в 1335 году он выступил против эмира Эретны и захватил Амасью. В 1341 году его из Амасьи изгнали, и он отступил в Никсар. В 1346 или 1348 году Доганшах умер и ему наследовал Таджеддин.  Хотя источники не называют имя предводителя туркменов, который  в 1347 году захватил  Иней, но им мог быть  Таджеддин. Точных данных об этом нет, потому что Михаил Панарет упоминал эмира Таджеддина только с 1362 года. Согласно Р. Шукурову бейлик отделился от эмирата Эретнаогуллары при Таджеддине в 1360—1370-х годах.
Владения Таджеддина простирались до Лимнии (устье реки Ирис) и Инея. Туркмены Таджеддина вели традиционный кочевой образ жизни, перегоняя стада летом на пастбища в горы, а зимой спускаясь в дельту Ириса. Между 1351 и 1369 годами император Трапезунда Алексей III был вынужден часто посещать Лимний, пытаясь защитить эти земли от Таджеддина. В 1362 году Таджеддин посватался к дочери Алексея III. По словам Р. Шукурова это произошло на фоне ухудшавшихся отношений с Кади Бурханеддином. Однако в Анатолию из Дамаска Бурханеддин вернулся лишь в 1364 году. В 1362 году Таджеддин получил отказ, поскольку Алексей не хотел портить отношений со своим соседом и зятем Хаджи Амиром Ибрагимом, который враждовал с Таджеддином из-за пограничных территорий.
В 1364 году Эретнаоглу Мехмед-бей назначил Бурханеддина кади Кайсери и женил на своей дочери, после чего Кади Бурханеддин стал теневым правителем бейлика. В 1378 году Кади Бурханеддин стал визирем в бейлике Эретнаогуллары при сыне Мехмеда-бея Алаэддине Али. Он решил заставить эмира Амасьи Хаджи Шадгельды, эмира Токата шейха Насиба и Таджеддина подчиниться, и они были вынуждены противостоять Кади. Весной 1379 года, Кади Бурханеддин отправился в поход на Никсар, но экспедиция оказалась безуспешной. В 1379 году произошло ещё одно важное событие: Алексей III, опасаясь эмира Карахисара Кылыч Арслана, отправился в Иней и 8 октября 1379 года встретился с Таджеддином, обговорив с ним брак своей дочери Евдокии.

После 1379 года Таджеддин-бей полностью прекратил подчиняться Эретнаогуллары. Ему удалось оказать сопротивление их армии с помощью одного из врагов Кади Бурханеддина, а своего союзника, эмира Амасьи Хаджи Шадгельди. В этом походе бей Эретнаогуллары Алаэддин Али заболел чумой и умер в пути. Наибом (регентом, представителем, заместителем; араб. نائب‎) семилетнего сына Алаэддина, Мехмеда, стал бей Карахисара Кылыч Арслан, женившийся на вдове Алаэддина. Конфликт Кади Бурханеддина и Кылыч Арслана привёл последнего к смерти 19 февраля 1381 года. Наибом стал Кади Бурханеддин.  В 1381 году Таджеддин отразил вторую атаку Кади Бурханеддина на свою землю с помощью эмира Амасьи Хаджи Шадгельды. Однако осенью 1381 года Хаджи Шадгельды и Таджеддин проиграли битву возле деревни Данишмендие у Токата. Главный соперник Кади Бурханеддина, Хаджи Шадгельды, погиб. Таджеддин был вынужден отступить, а Кади Бурханеддин объявил себя правителем в Сивасе.

В 1382 году на окружающих эмират Таджеддина землях правили:
Кади Бурханеддин в Сивасе и Кайсери;
Мурад I, османский султан;
Кётюрум Беязид из Кастамону;
Мутаххартен из Эрзинджана;
Сейиди Хусамо из Токата;
Эмир Ахмед, сын Хаджи Шадгельды, в Амасье;
Хаджи Амир Ибрагим Байрамоглу в Орду и Керасунте.

После того, как Кади Бурханеддин стал правителем бывшего государства Эретнаогуллары в 1382 году, остальные эмиры осознали опасность и заключили союз. Сначала объединились Таджеддин и Сейиди Хусам, они напали на пригороды Сиваса, «разграбив регион». Затем Сейиди Хусам привлёк в союз сына Хаджи Шадгельды, Эмира Ахмеда, а последний вовлёк в альянс эмира Эрзерума Мутаххартена. В ответ Кади Бурханеддин выступил в поход против беев. Сначала он захватил Токат и Сейиди Хусама. Стремясь разбить альянс, Кади простил его и отправил в паломничество. Затем он направился в Кайсери, где до него дошло известие, что Сираджеддин (из семьи Кылыч Арслана), которому он поручил захватить Коюльхисар, успешно справился с заданием и захватил одного из близких родственников Таджеддина. Таким образом, Кади Бурханеддин расширил свои территории, теперь он контролировал и Никсар, и Амасью. Кади Бурханеддин  намеревался захватить Турхал и построил напротив него замок. Таджеддин послал шейха Нусрета из Данишмендие посредником к Кади Бурханеддину. Он соглашался не помогать эмиру Ахмеду при захвате Кади Бурханеддином Амасьи, если Кади пообещает разрушить замок у Турхала и оставил земли Таджеддина в покое. Но Кади Бурханеддин отверг его и ответил: «Меч будет моим ответом».
Весной 1386 года Кади направился к территориям Таджеддина с отрядом из 5000 человек. Таджеддин объединился с эмиром Ахмедом. Их объединённое войско насчитывало 7000 воинов, но сражение закончилось победой Кади Бурханеддина, а Таджеддину и эмиру Ахмеду лишь чудом удалось спастись. Таджеддин опять обратился к Кади, отправив сына шейха Нусрета. На этот раз Кади ответил, что готов простить Таджеддина, если тот разорвёт союз с эмиром Ахмедом.
Таджеддин прибыл к Бурханеддину и заверил его в преданности. Затем он убедил Кади, что едет за своими сыновьями, и сбежал в Сунису. В это время в замке Турхал эмир Ахмед ждал помощи от Таджеддина. Зимой 1386 года Кади Бурханеддин вернулся в Токат, оставив свои войска для разграбления имущества Эмира Ахмеда. В Токате до него дошли слухи о предполагавшейся встрече Таджеддина и эмира Ахмеда в Сунисе. Получив известие об этой встрече, Бурханеддин осадил Никсар, защищаемый сыном Таджеддина Алп-Арсланом, захватил и разграбил город. Таджеддину и эмиру Ахмеду ничего не оставалось, кроме как просить у Кади мира.
В связи с невозможностью расширить территории за счёт Бурханеддина, Таджеддин решил расширяться за счёт территорий Хаджи Амира Ибрагима, используя конфликт последнего с сыном. Во время болезни Хаджи Амир передал управление сыну Сулейману, но потом выздоровел и решил вернуться к власти. Однако Сулейман не желал уступать отцу и между ними началась война. Сулейману принадлежали Иней и Орду. В октябре 1386 года Таджеддин собрал армию из 12 000 человек и напал на Орду. Сулеймана поддержал Кади Бурханеддин. Он отправил на помощь Сулейману войско, а Таджеддину через шейха Яр Али послал предупреждение не вмешиваться. Выполнив поручение и получив от Таджеддина заверения о невмешательстве, Яр Али направился в Сивас. Не успев добраться до Сиваса Яр Али узнал, что  24 октября 1386 года Таджеддин не отступил и напал на Сулеймана, потерпел поражение и погиб. Согласно Астарабади отряд Таджеддина был зажат в ущелье, вместе с ним погибло 500 всадников, в то время, как Михаил Панарет писал о 3000 погибших.
Воспользовавшись ослаблением эмирата, Кади Бурхадеддин захватил Искефсир (Решадие) и отдал его Сулейману, поклявшемуся в верности. После смерти Таджеддина беем стал его сын Махмуд.

## Семья
Одной из жён Таджеддина была Евдокия, дочь императора Трапезунда Алексея III, договорённость о браке была достигнута в 1379 году, а заключён брак был в 1381 году. После смерти Таджеддина в 1387 году Евдокия вернулся в Трапезунд. Согласно трапезундскому продолжателю Халкокондила в дальнейшем Иоанн V Палеолог просватал её за своего сына Мануила II Палеолога. По прибытии Евдокии в Константинополь Иоанн V Палеолог женился на ней сам. Согласно Сфрандзи «деспина кира Евдокия сначала была замужем за турком, и имела от него детей, а её взял в жены» дед Константина Драгаша. По мнению А. Бриера слова Сфрандзи означают, что её вторым мужем был Константин Деянович. После его смерти в 1395 году она вернулась в Трапезунд. Возможным сыном Таджеддина от Евдокии был некий эмир Альтамур или Арзамир, который по сообщению Клавихо правил в районе Орду в 1404 году.
У Таджеддина были сыновья Махмуд и Алп Арслан. Азиз Астарабади описывал Алп Арслана как доблестного и умелого воина.